# Liste von BBC-Fernsehsendungen für das Vereinigte Königreich

Logo der BBC

Die Liste von BBC-Fernsehsendungen für das Vereinigte Königreich enthält eine bisher noch unvollständige Aufzählung aller Sendungen und Serien, die bei der BBC ausgestrahlt werden, bzw. wurden.

## Aktuelle Eigenproduktionen (Auswahl)
| - Call the Midwife – Ruf des Lebens (seit 2012) - Case Histories (seit 2011, basiert auf den Kriminalgeschichten von Kate Atkinson, BBC One) - Doctor Who (seit 1963, 2005 neu aufgelegt) - Last Tango in Halifax (seit 2012) - Orphan Black (seit 2013) - Red Dwarf (1988–1999, 2009, seit 2012) - Room 101 (seit 1997) - Sherlock (seit 2010) - Waterloo Road (2006–2015) - Poldark (seit 2015) - Casualty (seit 1986) - Doctors (seit 2000) - EastEnders (seit 1985) - Holby City (seit 1999) - River City (seit 2002) | - Fifty Fifty - A Question of Sport (seit 1968 regional, seit 1970 landesweit) - Bargain Hunt (seit 2000, Spielshow, BBC One) - Break the Safe (seit 2013, Spielshow der National Lottery, BBC One) - Have I Got News for You (seit 1990, Hat Trick Productions, basiert auf der BBC Radio 4-Sendung News Quiz) - The National Lottery: In It to Win It (seit 2002, Spielshow der National Lottery, BBC One) - University Challenge (seit 1994, zuvor 1962 – 1987 auf ITV, basiert auf dem NBC-Originalformat College Bowl, das von 1953 bis 1957 im NBC Radio und von 1959 bis 1970 im NBC Fernsehen lief) - Who Dares Wins (seit 2007, Spielshow der National Lottery, BBC One) - Mock the Week (seit 2005) - Never Mind the Buzzcocks (seit 1996) - QI (seit 2003) - A Question of Sport (seit 1968) - Sweat the Small Stuff (seit 2013) - Would I Lie to You? (seit 2007, Panel-Show, BBC One) | - Bad Education (seit 2012) - Candy Cabs (seit 2011, Dramedy, BBC One) - Citizen Khan (seit 2012) - Episodes (seit 2011) - Hebburn (seit 2012) - Him & Her (seit 2010) - Live at the Apollo (seit 2004, Comedy, BBC One) - Live at the Electric (seit 2012, Comedy, BBC Three) - Mrs. Brown's Boys (seit 2011) - Mr. T's verrückte Welt (World's Craziest Fools) (seit 2011, Comedy-Clip-Show, BBC Three, in Deutschland seit Oktober 2013 auf kabel eins) - Not Going Out (seit 2006) - Outnumbered (seit 2007) - Pramface (seit 2012) - Real Rescues (seit 2007) - Russell Howard's Good News (seit 2009, Comedy-Nachrichtensendung) - The Graham Norton Show (seit 2007, Comedy-Talkshow, BBC One) - Watson & Oliver (seit 2012, Comedy, BBC Two) - Bob der Baumeister (Bob The Builder) (seit 1998, Animation, BBC One) - Blue Peter (seit 1958, Kinderfernsehen, CBBC) - Shaun das Schaf (seit 2007, Animation, CBBC) - Wallace & Gromit (seit 1989, Animationsfilmserie, BBC One, BBC Two) | - Asia Business Report (seit 2003, Wirtschaftsnachrichten) - The A to Z of TV Gardening (seit 2013, Gartensendung, BBC Two) - Bang Goes the Theory (seit 2009, Wissenschaftssendung, BBC One) - BBC Breakfast (seit 2000, Nachrichtensendung, BBC One, BBC News) - BBC News at Five (seit 2006, Nachrichtensendung) - BBC News at One (seit 1986, Nachrichtensendung) - BBC News at Six (seit 1984, Nachrichtensendung) - BBC News at Ten (seit 2000, Nachrichtensendung) - BBC Weekend News (seit 1992, Nachrichtensendung) - BBC World News (seit 1995, Nachrichtensendung) - BBC World News America (seit 2007, Nachrichtensendung) - 60 Seconds (seit 2001, Nachrichtensendung) - Gardeners' World (seit 1968, Gartensendung) - Newsnight (seit 1980, Nachrichtensendung) - The Sky at Night (seit 1957, Astronomiesendung, BBC One) - Watchdog (seit 1980, Reportagen mittels investigativem Journalismus) - World Business Report (seit 2003, Wirtschaftsnachrichten) - World News Today (seit 2006, Nachrichtensendung) - Who Do You Think You Are? (seit 2004, Dokumentarfilmreihe über Genealogie, BBC Two & One) - World's Most Dangerous Roads (seit 2011, Reise-Dokumentation, BBC Two) - Originalversion von Die strengsten Eltern der Welt, The World's Strictest Parents, (seit 2008, Reality-TV-Reihe über unerzogene Kinder, die im Ausland zur Räson gebracht werden, BBC Three) - The Voice UK (seit 2012, Castingshow) |

## Ehemalige Eigenproduktionen
| - 100 Greatest Britons (2002) - 101 Ways to Leave a Gameshow (2010) - 199 Park Lane (1965) - 1990 (1977–1978) - 1 vs. 100 (2006–2009), siehe 1 gegen 100 - 8:15 from Manchester (1990) - 2000 Today (2000) - 20th Century Battlefields (2007) - 2point4 children (1991–1999) - 3 Non-Blondes (2003) - 55 Degrees North (2004–2005) - 64 Zoo Lane (1999–2013) - The 70s (2012) | - A History of Britain (2000–2002) - A Kick Up the Eighties (1981–1984) - A Picture of Britain (2005) - A Question of Genius (2009–2010) - A Very English Scandal (2018) - Absolute Power (2003–2005) (Original von BBC Radio 4 (2000–2006)) - Absolutely Fabulous (1992–2012) - Accidents Can Happen (2004–2006) - Adam Adamant Lives! (1966–1967) - The Adventure Game (1980–1986) - Afghanistan: The Great Game – A Personal View by Rory Stewart (2012, Dokumentarfilm) - After You've Gone (2007–2008) - Die Ahnen der Saurier (Walking with Monsters, 2005, Dokumentarfilmreihe, BBC) - All About Me (2002–2004) - All Along the Watchtower (1999) - ’Allo ’Allo! (1982–1992) - Am Rande der Finsternis (Edge of Darkness) (1985) - Andrew Marr's History of Modern Britain (2007) - Andy Pandy (1950-2002-2005) - Angels (1975–1983) - Animal Hospital (1994–2004) - Animal Park (2000–2009) - Antiques Roadshow (seit 1979) - Anthea Turner: Perfect Housewife (2006–2007) - Any Dream Will Do (2007) - Apparitions (2008) - The Apprentice (seit 2005) - Are You an Egghead? (2008–2009, Spielshow) - Are You Being Served? (1972–1985, Comedy) - Are You Fitter Than a Pensioner? (2010) - Arena (seit 1975, Dokumentarfilmreihe) - Around the World in 80 Treasures (2005, Dokumentarfilmreihe) - Arrow to the Heart (1952, Drama) - As Seen on TV (2009, Panelshow) - As Time Goes By (1992–2002, 2005, Fernsehserie) - Ashes to Ashes – Zurück in die 80er (2007–2010; Krimi, Mystery) - Asia Today (2003–2011, Nachrichtenprogramm) - Ask Rhod Gilbert (2010–2011, Panel Show) - At Last the 1948 Show (1967, Comedy) - The Ascent of Man (1973, 13-teilige Dokumentarfilmreihe) - Auf Wiedersehen, Pet (2. Staffel 2002–2004, Dramedy, 1. Staffel 1983–1986 auf ITV) | - The Baby Borrowers (2007, BBC Three, Reality-TV-Serie) - Back to the Floor (1997–2002, BBC Two, Realitv-TV-Serie) - Bagpuss (1974, Kinderfernsehen) - Balamory (2002–2005, Kinderfernsehen, BBC One, BBC Two and CBeebies) - Ballykissangel (1996–2001, Drama, BBC One) - Bang Bang, It's Reeves and Mortimer (1999, Comedy, BBC Two) - The Barchester Chronicles (1982, Dramaserie) - Bear Behaving Badly (2007–2010, Kinderfernsehen, BBC One, CBBC) - Beautiful People (2008–2009, Dramedy, BBC Two) - Becoming Human (2011, Dramedy, BBC Three) - Being Human (2008–2013, Dramedy, BBC Three) - Bella and the Boys (2004, Fernsehfilm, BBC Two) - Bellamy's People (2010, Comedy, BBC Two, Spin-Off der BBC Radio 4 Show Down the Line) - Belonging (1999–2009, Drama-Fernsehserie, BBC One Wales) - Between the Lines (1992–1994, Krimiserie, BBC One) - Big Break (1991–2002, Spiel-Show, BBC One) - Big Deal (1984–1986, Dramedy, BBC) - The Big Read (2003) - Big School (2013-) - Big Ticket (1998, Spielshow der National Lottery, BBC One) - The Bigger Picture with Graham Norton (2005–2006, Comedy-Panel-Show, BBC One) - Birdsong (2012, zweiteilige Miniserie) - Birds of a Feather (1989–1998, Comedy, BBC One, Ende 2013 von ITV neu aufgelegt) - Bizarre ER (2008–2011, Dokumentarfilmreihe, BBC Three, 2013 von TLC/Discovery Channel adaptiert) - Bizarre Animal ER (2009, Dokumentarfilmreihe, BBC Three) - Blackadder (1983–1989, Comedy, BBC One) - The Black and White Minstrel Show (1958–1978, Unterhaltungsshow, BBC) - Blackpool (2004, Comedy, BBC One) - Blake’s 7 (1978–1981, Science-Fiction-Serie, BBC One) - Blankety Blank (1979–1990, 1997–1999, Comedy Panel-Show, BBC One, basiert auf der gleichnamigen australischen Sendung (1977–1979), 2001–2002 von ITV übernommen) - Bleak House (2005, Fernsehserie, BBC One, basiert auf dem gleichnamigen Roman von Charles Dickens) - Blessed (2005, Comedyserie, BBC One) - Blott on the Landscape (1985, Comedy-Fernsehserie, BBC, basiert auf dem gleichnamigen Originaltitel des Romanes (deutsch: Klex in der Landschaft) von Tom Sharpe) - Bob's Full House (1984–1990, Spiel-Show, BBC One) - The Book Quiz (2007–2008, Quiz, BBC Four) - Boats that Built Britain (2010, Dokumentarfilmreihe, BBC Four) - Bonekickers (2008, Fernsehserie über Archäologen, BBC One) - Bottom (1991–1995, Comedy-Fernsehserie, BBC Two) - The Boys from Baghdad High (2008, Dokumentarfilm, BBC Two) - Boys from the Blackstuff (1980–1982, Fernsehdrama, BBC Two) - Breakaway (2012, Quiz, BBC Two) - Britain Goes Wild with Bill Oddie (2004) - Britain's Missing Top Model (2008, Realitv-TV-Castingshow, BBC Three) - Britain's Killer Roads (2011, fünfteilige Dokumentation, BBC Two) - Britain's Lost Routes with Griff Rhys Jones (2012, Dokumentarfilmreihe, BBC One) - Britain Unzipped (2012, Comedyfernsehserie, BBC Three) - The British at Work (2011, vierteilige Dokumentarfilmserie, BBC Two) - The Brittas Empire (1991–1997, Comedy, BBC One) - Bruderkrieg – Der Kampf um Titos Erbe (1995, Dokumentarfilm, BBC Two) - The Bubble (2010, Spielshow, BBC Two) - Bugs – Die Spezialisten (1995–1999, Actionserie, BBC One) - Burn Up (2008, zweiteilige Miniserie, BBC Two) | - Café Continental (1947–1953, Unterhaltungsshow, BBC) - Cambridge Spies (2003, vierteiliger historischer Agentenfilm, BBC One) - Canned Carrott (1990–1992, Comedy, BBC One) - The Canterbury Tales (2003, sechsteilige Fernsehserie, bei denen die aus dem 14. Jahrhundert stammenden Geschichten der Canterbury Tales in die Gegenwart übertragen werden, BBC One) - Carrott Confidential (1987–1989, Comedy, mit Jasper Carrott, BBC One) - Carrott's Lib(1982–1983, Comedy, mit Jasper Carrott und Nick Wilton, BBC One) - Casanova (1971, Miniserie, BBC Two) - Casanova (2005, Miniserie, BBC Three) - Cash in the Attic (2002–2013, eine Sendung, die vom Konzept her den Sendungen Der Trödel-King und Der Trödeltrupp ähnelt, BBC One) - Catchword - The Catherine Tate Show - Cathy Come Home - Cats' Eyes - Celebdaq - Celebrity Mastermind - Challenge Anneka - Changing Rooms - Child of Our Time - The Chinese Detective - ChuckleVision - Chuggington - Cilla - City Central (32 Episoden von 1998–2000) - Civilisation: A Personal View - Class - Clifford the Big Red Dog - Clifford's Puppy Days - Clocking Off - Coast - Colditz - Come Back Mrs. Noah - Come Fly with Me - Comedy Playhouse - Come and Have a Go If You Think You're Smart Enough (2004–2005, Spielshow der National Lottery, BBC One) - Come Outside - Coming of Age - Common as Muck - Connections - Countryfile - Coupling - Cowboy Trap - Crackerjack - Crime Traveller - Crimewatch - Crocodile Shoes - Crooked House - Cruise of the Gods - The Cut - Cuckoo - Cutting It | - Dad - Dad's Army - The Daily Politics - Dalziel and Pascoe - Damages – Im Netz der Macht - Dame, König, As, Spion (Tinker Tailor Soldier Spy) - Dangerous Knowledge - Dark Towers - Das Haus am Eaton Place (Upstairs, Downstairs) - Dastardly and Muttley in their Flying Machines - Davina - A Day with Dana - The Day Today - The Day The Universe Changed - Deadly 60 - Die gefährlichsten Tiere der Welt - Dead Ringers (Original von BBC Radio 4) - Death in Paradise - Death Unexplained - Decidedly Dusty - DEF II - Desperate Romantics - Diagnose: Mord (Diagnosis Murder) - Didn't They Do Well - Die Chroniken von Narnia: Der König von Narnia (The Chronicles of Narnia: The Lion, the Witch & the Wardrobe) - Die Chroniken von Narnia: Der silberne Sessel (The Chronicles of Narnia: The silver Chair) - Die Chroniken von Narnia: Prinz Kaspian & Die Reise auf der Morgenröte (The Chronicles of Narnia: Prince Caspian & The Voyage of the Dawn Treader) - Die Geister von Ainsbury (Dead Gorgeous) - Dinnerladies - Dinosaurier – Im Reich der Giganten (Walking with Dinosaurs, 1999, Dokumentarfilmreihe, BBC) - The Disorderly Room - DIY SOS - Don't Scare the Hare - Don't Tell the Bride - Doctor Who - Doctor Who Confidential - Doomwatch - Down to Earth (1995) - Down to Earth (2000) - Dragons' Den - Dreamspaces - Dry Your Eyes - Dusty Springfield at the BBC |

| - Earth: The Power of the Planet - EastEnders: E20 (2010–2011) - EastEnders Revealed - Edwardian Farm - Eggheads - Eldorado - Electric Dreams - Elizabeth I – The Virgin Queen (The Virgin Queen, 2005, vierteilige Miniserie über Königin Elisabeth I von England, die die jungfräuliche Königin genannt wurde, BBC) - Empire - Epic Win - Die Erben der Saurier (Walking with Beasts, 2001, Dokumentarfilmreihe, BBC) - Die Erde lebt (The Living Planet, 1984, Naturdokumentation von David Attenborough, BBC One) - Escape to the Country - Eurovision: Your Country Needs Blue (2011) - Eurovision: Your Country Needs You (-2010) - Exile - Extras | - The Fall and Rise of Reginald Perrin - The Fades - Fame Academy - Fast and Loose - The Fast Show - Fast Track - Fawlty Towers - Feather Boy - Feel the Force - The Film programme - Fimbles - Finley the Fire Engine - The First Churchills - Flash Gordon's Trip to Mars - Flight of the Conchords - Flog It! - Flower Pot Men - Food and Drink - Food Poker - Football Focus - Formel 1 - Die Forsyte Saga - For the Children - Francesco's Italy: Top to Toe - Francesco's Mediterranean Voyage - Francesco's Venice - Frank Skinner's Opinionated - Freaky Eaters - French and Saunders - Friday Night with Jonathan Ross - The Frost Report - Funland | - G8 auf Wolke Sieben - Game On - Gardeners' World - The Great British Bake Off - Gavin & Stacey - The Generation Game - Genius - Gerichtsmediziner Dr. Leo Dalton - Ghostwatch - Gimme Gimme Gimme - God's Wonderful Railway - Going Live! - Going Straight - The Good Life - The Goodies - Goodness Gracious Me (Original von BBC Radio 4) - Goodnight Sweetheart - The Good Old Days - Gormenghast - Grace & Favour - The Graham Norton Show - Grandma's House - Grandstand - Great British Railway Journeys - The Great War - Ground Force - The Grove Family - Der Grüffelo - The Gruffalo's Child - Guesstimation (2009, Spielshow der National Lottery, BBC One) | - Hancock's Half Hour (Original von BBC Radio) - Hands Up! - Harry & Paul - Harry - Harry und die Hendersons - Hattie - Heartbreak High - Heartburn Hotel - Hedz - Heir Hunters - Helicopter Heroes - Heroes - Hi-de-Hi! - Hidden - Hole in the Wall - Holiday - Holidays In The Danger Zone - The Hollow Crown - Hollywood Science - Home Again - Homefront - Homes Under the Hammer - Honey We're Killing The Kids - The Honourable Woman - Hope and Glory - Horizon - Horne & Corden - Hotel Babylon - House of Cards - The House of Tiny Tearaways - Howards' Way - How Do You Solve a Problem Like Maria? - How God Made the English - How Not to Live Your Life - How to Grow a Planet - How TV Ruined Your Life - Hustle – Unehrlich währt am längsten - Human, All Too Human - The Human Face - Human Planet - Hunted |  |

| - I, Claudius - I Love... - I Love the '70s - I Love the '80s - I Love the '90s - I, Lovett - I'd Do Anything - Ideal - I'm Alan Partridge - I'm in a Rock 'n' Roll Band! - Imagine... - The Impressions Show with Culshaw and Stephenson - Im Reich der Urmenschen (Walking with Cavemen, 2003, Dokumentarfilmreihe, BBC) - Injustice - In the Flesh - In the Night Garden - In with the Flynns - The Indian Doctor - Inside Life - Inside Men - Inspector George Gently - Inspector Lynley - The Invisibles - It Ain't Half Hot Mum - It's Only a Theory - It's Lulu - It's Lulu, Not To Mention Dudley Moore | - [Ivor The Engine], (1975–1977, Kinderprogramm, Remake der s/w-ITV-Fernsehserie von 1959) - Jam & Jerusalem - James May's Man Lab - Jekyll - Jet Set (2001–2007, Spielshow der National Lottery, BBC One) - John Bishop's Britain - Joking Apart - Jonathan Creek - Jonny Briggs - Judge John Deed - Juliet Bravo - Junior Doctors: Your Life in Their Hands - Just Good Friends | - K-9 and Company - Kaleidoscope - Keeping Up Appearances - The Kenny Everett Television Show - Kevin Bridges: What's the Story? - The Kids Are All Right - The King Is Dead - King of the Rocket Men - Kiss of Death - Kiss Me Kate - Knowing Me Knowing You with Alan Partridge - Knowitalls - The Koala Brothers - Kröd Mändoon and the Flaming Sword of Fire - The Kumars at No. 42 - KYTV | - Landmarks - The Last Enemy - Last of the Summer Wine - Late Night Line-Up - Later with Jools Holland - Leonardo (2011–2012, Kinderfernsehen, CBBC) - The Late Edition - The Late Edition Live - The Late Show - The League of Gentlemen - Das Leben der Säugetiere (The Life of Mammals, 2002–2003, Naturdokumentation von David Attenborough, BBC One) - Das Leben der Vögel (The Life of Birds, 1998, Naturdokumentation von David Attenborough, BBC One) - Le Cafe des Reves - Lee Mack's All Star Cast - Lee Nelson's Well Good Show - Lee Nelson's Well Funny People - Life of Riley (2009–2011, Comedy, BBC One) - Life on Mars – Gefangen in den 70ern - Life in the Freezer (1993, Naturdokumentation von David Attenborough, BBC One) - Light Fantastic - The Likely Lads - Little Britain (Original von BBC Radio 4) - Little Britain USA - Little Dorrit - The Little Lulu Show (2005–2009, Kinderfernsehen, CBBC) - Living in the Past (1978, Dokumentation, BBC Two) - Local Heroes (1994–2000, Wissenschafts- und Geschichtssendung, BBC Two, zuvor von 1991 bis 1994 bei ITV) - Look and Read - Look Around You - Louis Theroux's Weird Weekends - Lovejoy - Love Soup - Lunch Monkeys - Luther |  |

| - Madagascar (2011, Naturdokumentation) - The Madhouse on Castle Street - Maestro - The Magicians - Maid Marian and her Merry Men (1989–1994, Comedy, BBC One) - The Man With the Flower in His Mouth - Manchild - The Mary Whitehouse Experience - MasterChef - Mastermind - Material Girl - Match of the Day - Match of the Day 2 - Match of the Day from Northern Ireland - Match of the Day Kickabout - The Matt Lucas Awards - Mechannibals - Meet the Ancestors - Meet the Romans with Mary Beard - Melvyn Bragg on Class and Culture - Men Behaving Badly - Merlin – Die neuen Abenteuer - Messiah (2001–2008, Fernsehserie nach dem gleichnamigen Thriller-Originaltitel (deutscher Titel: Messias) von Boris Starling, BBC One) - The Mighty Boosh - Michael McIntyre's Comedy Roadshow - Middlemarch - Millionaire Manor (2005–2006, Spielshow der National Lottery, BBC One) - Miranda - Mister Maker - Monarch of the Glen - The Money Programme - Mongrels - Monkey Dust - Monty Python’s Flying Circus - The Morecambe and Wise Show - Most Annoying People - Moviedrome - Mr Benn - Mr Tumble - Muffin the Mule - The Murder Game - Murder Most Horrid - Music Makers - My Family - My Hero - The Mystery of Edwin Drood | - The Naked Chef (1999–2001, Kochsendung, mit Jamie Oliver, BBC One) - Nationwide - Natural World - Never Mind the Buzzcocks - New Street Law - New Tricks – Die Krimispezialisten - Newsround - Nigella Express - Nighty Night - Nineteen Eighty-Four - Noddy - Noel's House Party - North & South - Not the Nine O'Clock News - Not in Front of the Children - Numbertime | - The Office - Oh, Brother! - Oh, Doctor Beeching! - Oh Happy Band! - The Old Grey Whistle Test - The Old Guys - The Omid Djalili Show - On the Record - On the Spot (2000, Spielshow der National Lottery, BBC One) - One by One - Die Onedin-Linie - One Foot in the Grave - One Man and his Dog - One Night - The One Ronnie - The One Show - Only Connect - Only Fools and Horses - Open All Hours - Our Friends in the North - Out of the Blue - Outcasts - OWL/TV | - Pan Am - Panorama - Parade’s End – Der letzte Gentleman - Parkinson - Pat and Margaret - Paul Merton's Birth of Hollywood - Paul Temple (gemeinsam mit dem ZDF produziert) - Tanz in den Wolken (Pennies From Heaven) - People Like Us - The People's Quiz (2007, Spielshow der National Lottery, BBC One) - Per Anhalter durch die Galaxis (Original von BBC Radio 4) - Perfect World - Perfection - Personal Affairs - Petrolheads - The Phil Silvers Show - Picture Book - Picture Page - Pingu - Pinwright's Progress - Planet Dinosaur - Planet Erde (Life on Earth, 1979, Naturdokumentation von David Attenborough, BBC Two) - Planet Erde (Planet Earth, 2006, Naturdokumentation von David Attenborough, BBC One) - The Planets - The Planners - The Planners Are Coming - Play for Today - Playschool - Playdays - Pointless - Poldark - The Politics Show - Pop Life - Porridge - Posh Nosh - Postbote Pat - Pot Black - The Power of Nightmares - The Private Life of Plants - Prisoners' Wives - Protecting Our Children - Public Enemies - Pulling |  |

| - Q5, Q6, Q7, Q8 / Kuwait und Q9 - The Quatermass Experiment - Quatermass II - Quatermass and the Pit - Question Time | - The Railway: Keeping Britain On Track (2013) - Raven (2002–2010) - Ready Steady Cook (2004–2010) - Real Story (2003–2006) - Red Alert (1999–2000, Spielshow der National Lottery, BBC One) - Reggie Perrin (2009–2010), Remake von The Fall and Rise of Reginald Perrin (1976–1979) - Requiem (2018) - The Restaurant (2007–2009) - Restoration (2003–2009) - Rev. (2010–2011) - Richard Hammond Meets Evel Knievel (2007) - Rich Hall's Fishing Show (2003) - Ripping Yarns (1976–1979) - Rob Brydon's Annually Retentive (2006–2007) - The Rob Brydon Show (2010–2012) - Robin Hood (2006–2009) - Robot Wars (2001–2003) - Rock Profile (1999–2000) - Roger & Val Have Just Got In (2010–2012) - Rom (2005–2007) - Die rote Verschwörung (Archangel, 2005, Thriller, Fernsehfilm) - Rough Science (Dokumentar-Reality-TV-Serie, 2000–2005) - The Royle Family (Comedy, 1998–2000 Fernsehserie, 2006–2012 Specials) | - The Sandbaggers - The Sandie Shaw Supplement - The Sarah Jane Adventures - The Sarah Millican Television Programme - Scallywagga - Scene - Science Shack - Screen Two / Screenplay - Sea of Souls - Secret Fortune (2011–2012, Spielshow der National Lottery, BBC One) - The Secret Show - See Hear - See You in Court - Shakespeare: The Animated Tales - The Sheriffs Are Coming - The Shiny Show - Shoestring - Shooting Stars - Short Circuit - Should I Worry About...? - Show Me the Monet - Silk – Roben aus Seide - The Slate - Slim John - Small Talk (1994–1996, Spielshow, BBC One) - SMart - SMarteenies - Snog Marry Avoid? - So Haunt Me - Some Mothers Do 'Ave 'Em - Something Else - Something Special - Songs of Praise - So What Now? - Space Ark - Spender - Spirit Warriors - Spooks – Im Visier des MI5 - Sport Today - Sports Review - Sportscene - Springwatch - Starlight - Star Cops - The State Within - Steptoe and Son - Stig of the Dump - Stolz und Vorurteil - The Story of Tracy Beaker - Strange - The Street - Strictly Come Dancing - Sugartown - Summer Heights High - Sun, Sex and Suspicious Parents - Sunday AM - Sunshine - The Supersizers Go... - Survivors - Sykes - Sykes and A... - Sykes and a Big, Big Show | - Take a Bow - The Tales of Para Handy - Alan Bennett's Talking Heads - Talking to a Stranger - Telecrime - Teletubbies (1997–2001, Kinderfernsehen, CBBC) - Tonight's the Night - Top Gear - Total Wipeout - Totally Saturday - The Telegoons - They Think It's All Over - Tenko - Testament: The Bible in Animation - Test the Nation - That Mitchell and Webb Look - That Puppet Game Show - Theatre 625 - Theatre Parade - The Thick of It - The Thin Blue Line - This Life - This Time Tomorrow (2008, Spielshow der National Lottery, BBC One) - Tag Null - Three Men in a Boat - Through Hell and High Water - Thunderbirds - Till Death Us Do Part - Time Trumpet - Timewatch - Time Commanders - Tipping the Velvet - Tittybangbang - To the Manor Born - Toddworld - Tomorrow’s World - Top Cat - Top Gear (1977, 2002 umgestaltet) - Top of the Pops - Top of the Pops 2 - Torchwood - Touch Me, I'm Karen Taylor - The Tower: A Tale of Two Cities - Tracy Beaker Returns - Traffic Cops - Trainer - What Happened to Our Dream of Freedom - Trapped! - Treasures of Ancient Rome - Trexx and Flipside - The Trials of Life - The Trip - Tweenies - Two Greedy Italians - Two Pints of Lager and a Packet of Crisps - The Two Ronnies - The Two Ronnies Sketchbook - Two Thousand Acres of Sky - Die Tudors - Turn Back Time – The High Street |  |

| - Underground Ernie (2006–2009, animierte Kinderfernsehserie, BBC Two) - United! (1965–1967 Fernsehserie über eine fiktionale Fußballmannschaft, BBC One) - Unser blauer Planet (The Blue Planet, 2001, Dokumentation, BBC One) - Unzipped (2012, Comedy Panel-Show, BBC Three) - Up Pompeii! (1968–1970, Special 1975, Comedy, BBC One; 1991 ein weiteres Special auf ITV) | - Venice 24/7 (2012, Dokumentarfilmreihe über den Rettungsdienst in Venedig, BBC Four) - Verborgene Welten – Das geheime Leben der Insekten (Life in the Undergrowth, 2005, Naturdokumentation von David Attenborough, BBC One) - Vexed (2010–2012, Fernsehserie, BBC Two) - The Vicar of Dibley (1994–2000, 2004–2007, 2013 Special, Fernsehserie, BBC One) - Victoria Wood As Seen On TV (1985–1987, Comedy, BBC Two) - Victoria Wood's Nice Cup of Tea - Video Nation (1993–2000, Videodokumentationen des Alltags der Briten, BBC Two) - Vingt Minutes (bis 2007, französische Sprachlernsendung, BBC Two) - Virtual Murder (1992, Mysteryserie, BBC One) | - Waking the Dead – Im Auftrag der Toten (2000–2011, Krimiserie, BBC One) - War Walks (1996–1997, Dokumentarfilmreihe, BBC Two) - Watch with Mother (1952–1973, Kinderfernsehen, BBC One) - We are History (2000–2001, Comedyserie, BBC Two) - We've Got Your Number (1999, Spielshow der National Lottery, BBC One) - Der Schwächste fliegt (The Weakest Link) (Co-production mit der The Gurin Company und NBC Studios, 2001–2003, BBC One) - Wellington Bomber (2010, Dokumentarfilm, BBC Four) - West 10 LDN (2008, Fernsehfilm, BBC Three) - Wild New World (2002, Naturdokumentationen, BBC Two) - The Wednesday Play (1964–1970, Fernsehspiele, BBC One) - What Do Artists Do All Day? - Whatever Happened To The Likely Lads (1973–1974, Comedy, BBC Two) - What Not to Wear (2001–2007, Reality-TV-Serie, BBC Two & One) - What the Papers Say (1989–2008 auf BBC Two, 2010 auf BBC Radio 4, zuvor lief die Sendung von 1956 bis 1982 auf ITV und von 1982 bis 1989 auf Channel 4) - What the Ancients Did for Us (2005, Dokumentarfilmreihe, BBC Two) - What the Industrial Revolution Did for Us (2003, Dokumentarfilmreihe, BBC Two) - What the Romans Did for Us (2000, Dokumentarfilmreihe, BBC Two) - What the Stuarts Did for Us (2002, Dokumentarfilmreihe, BBC Two) - What the Tudors Did for Us (2002, Dokumentarfilmreihe, BBC Two) - What the Victorians Did for Us(2001, Dokumentarfilmreihe, BBC Two) - White Van Man (2011–2012, Comedy, BBC Three) - Whites (2010, Comedy, BBC Two) - Whoops Baghdad (1973, Comedy, BBC One) - Why Don't You? (1973–1995, Kinderfernsehen, BBC One) - Wild Down Under (2003, Dokumentarfilmreihe, BBC Two) - Wild In Your Garden (2003, BBC Two) - Wildlife on One (1977–2005, BBC One, als Wiederholung: Wildlife on Two, BBC Two) - Winning Lines (1999–2004, Spielshow, BBC One) - Winter Wipeout (2009–2012, Spielshow, BBC One) - Wipeout (1994–2002) - Wizards vs Aliens (2012–2014, CBBC) - Wogan (1982–1992) - Wogan's Perfect Recall (2008–2010) - The Wombles (1973–1975, Kinderfernsehen, BBC) - Wonders of Life (2013, Dokumentarfilmreihe, BBC Two) - Wonders of the Solar System (2010, Dokumentarfilmreihe, BBC Two) - Wonders of the Universe (2011, Dokumentarfilmreihe, BBC Two) - Working Lunch (1994–2010, Verbrauchermagazin, BBC Two) - World Series of Dating (2012, Reality-TV-Serie über Speed-Dating, BBC Three) - The Worst Week of My Life (2004–2006, Comedy, BBC One) - Wright Around the World (2003–2005, Spielshow der National Lottery, BBC One) - The Wright Way (2013, Comedy, BBC One) | X | - Years and Years (2019) - Yes Minister (1980–1984, Comedy, BBC Two) - Yes Premierminister (1986–1988, Comedy, BBC Two) - The Young Ones (1982–1984, Comedy, BBC Two) - Young, Dumb and Living Off Mum (2009–2011, Reality-TV-Serie, BBC Three) - You Rang, M'Lord? (1988–1993, Comedy, BBC One) | - Z-Cars (1962–1978, Polizeiserie, BBC) - Zoo Quest (1954–1963, Naturfilmdokumentationsreihe, BBC) |  |

## Besondere Ereignisse
- Goldenes Thronjubiläum von Elisabeth II.
- Diamantenes Thronjubiläum von Elisabeth II.

## Fremdproduktionen
- Die Abenteuer des jungen Indiana Jones (Indiana Jones Chronicles)
- Akte X – Die unheimlichen Fälle des FBI (The X-Files)
- Alvin und die Chipmunks (Alvin and The Chipmunks)
- The Alvin Show
- American Dad
- Arrested Development (2003–2006, 2013, US-amerikanische Comedyserie)
- The Baby Borrowers USA (2009, BBC Three, Reality-TV-Serie, basiert auf The Baby Borrowers (2007, BBC Three))[17]
- Band of Brothers – Wir waren wie Brüder
- Bosco (1978–1987, Kinderfernsehen, RTÉ Two)
- Degrassi: The Next Generation
- Dallas
- DangerMouse (seit 2007, britische Zeichentrickserie, ITV (1981–1992))
- Der Denver-Clan (Dynasty)
- Der rosarote Panther (The Pink Panther Show)
- Die Colbys – Das Imperium (The Colbys)
- Die Himmelhunde von Boragora (Tales of the Gold Monkey, amerikanische Fernsehserie, BBC One)
- Die Simpsons (The Simpsons)
- Erdferkel Arthur und seine Freunde (Arthur)
- Familie Feuerstein (The Flintstones)
- Family Guy
- Hinterm Mond gleich links (3rd Rock from the Sun)
- Kyle XY
- Laurel and Hardy
- LazyTown
- Mad Men
- Malcolm mittendrin (Malcolm in the Middle)
- Miami Vice
- Mord ist ihr Hobby (Murder She Wrote)
- The Munsters
- Nachbarn (Neighbours)
- Der Prinz von Bel-Air (The Fresh Prince of Bel-Air)
- Ren und Stimpy (Ren and Stimpy)
- Rugrats
- Scooby Doo
- Raumschiff Enterprise (Star Trek)
- Die Enterprise (Star Trek: The Animated Series)
- Raumschiff Enterprise: Das nächste Jahrhundert (Star Trek: The Next Generation)
- Star Trek: Deep Space Nine
- Star Trek: Raumschiff Voyager (Star Trek: Voyager)
- Stingray
- Superman – Die Abenteuer von Lois & Clark (Lois and Clark, amerikanische Fernsehserie, 1994–2002, BBC One)
- The Singing Detective
- Tom und Jerry (Tom and Jerry)
- Top Gear USA
- Unter der Sonne Kaliforniens (Knots Landing)
- Wacky Races – Autorennen Total (amerikanische Zeichentrickserie, 1968)
- Wilfred
- Zurück in die Vergangenheit (Quantum Leap)

## Berichterstattung über besondere, regelmäßig stattfindende Veranstaltungen
- Chelsea Flower Show
- Children in Need
- Comic Relief
- Edinburgh Festival
- Eurovision Song Contest
- Fußball-Weltmeisterschaft
- Glastonbury Festival
- Olympische Spiele
- Proms
- UEFA Europa League